# Curtis Stevens
Curtis Palmer Stevens (Lake Placid, 1º giugno 1898 – Saranac Lake, 15 maggio 1979) è stato un bobbista statunitense.

## Biografia
Ai III Giochi olimpici invernali (edizione disputatasi nel 1932 a Lake Placid, Stati Uniti d'America) vinse la medaglia d'oro nel Bob a 2 con il connazionale John Stevens partecipando per la nazionale statunitense I, superando la nazionale svizzera a l'altra statunitense (medaglia d'argento e medaglia di bronzo).
Il tempo totalizzato fu di 8:14,74, la distanza che li separava dalla seconda classificata era meno di due secondi (il loro tempo 8:16,28). Ha due fratelli, anch'essi atleti di fama mondiale: Paul Stevens e Hubert Stevens.